# Opération 1107
Guerre civile de 2021-2023 en Birmanie
Batailles
- Conflit armé birman
- Coup d'État de 2021 en Birmanie
- Manifestations de 2021-2022 en Birmanie
  - Mort de Mya Thwe Thwe Khine (en)
  - Mort de Kyal Sin (en)

Théâtres :
- Chin (en)
- Zone sèche (en)
- État de Rakhine (en)

Violences et affrontements précoces :
- Tentative d'assassinat de Bai Yingneng (en)
- Hlaingthaya
- Alaw Bum
- Kalay
- Thapyayaye
- Taze (en)
- Pégou
- Naungmon (en)
- Thaw Le Hta
- Mindat (en)
- Muse (en)
- Mandalay (en)
- Myin Thar (en)
- Myawaddy (en)
- Tabayin (en)
- 1re Demoso
- 1re Loikaw (en)

Campagne de 2021-2022 :
- Kachinthay (en)
- Lay Kay Kaw (en)
- Hnan Khar (en)
- Mo So
- Chindwin (en)
- 2e Demoso (en)
- 2e Loikaw (en)
- Thantlang
- Mon Taing Pin (en)
- Pekon (en)
- Let Yet Kone
- Khin-U (en)
- Assassinat de Ohn Thwin
- Kawkareik
- Meurtre de Saw Tun Moe (en)
- Hpakant
- Ti Bwar

Campagne de 2023-2024 :
- Tar Taing
- Pazigyi
- Pinlaung (en)
- Mese (en)
- Shwe Kokko
- Kanaung
- Laiza
- Taungthaman (en)
- 1027
  - Chinshwehaw (en)
  - Namhsan (en)
  - Laukkai
  - Kaladan
  - Lashio
- 3e Loikaw (en)
  - 1107
- Kyindwe (en)
- Kachin (en)
  - Bhamo (en)
- Myawaddy
- Rakhine
  - Buthidaung (en)
  - Byian Phyu
  - Ann
- Confrérie Chin (en)
- Assassinat d'Ashin Munindabhivamsa (en)
- Budalin
- Myingyan (en)
- Bhamo (en)
- Ngape (en)

L'opération 1107 est une opération militaire conjointe lancée le 7 novembre 2023 par le Front national de libération du peuple karenni, l'armée karenni (en) (KA) et la Force de défense des nationalités karenni (KNDF) contre la Tatmadaw (l'armée gouvernementale) en Birmanie, pendant la guerre civile birmane. Elle est lancée en soutien à l'opération 1027 menée simultanément par d'autres forces rebelles en Birmanie,.

## Déroulement
L'opération commence le 7 novembre 2023, avec la prise des postes frontières de la junte dans le canton de Mese, dans l'État de Kayah (dont Pantein) par les forces karenni. De nombreuses armes sont saisies par les rebelles. 70 soldats de la junte auraient été tués dans l'attaque, ainsi que 4 membres des forces karenni. Le 10 novembre, la KNDF affirme avoir abattu un avion d'entraînement/d'attaque K-8W de la junte qui s'est écrasé dans une zone de combat près de Loikaw, la capitale de l'État de Kayah. Cependant, la Tatmadaw affirme que l'avion souffrait d'un problème technique,.
Le 11 novembre, une attaque contre Loikaw commence. Baptisée « Opération 11.11 », elle est menée par divers groupes rebelles, tels que la KNDF et la KA. La KNDF revendique la responsabilité de l'écrasement d'un avion de combat de l'armée de l'air birmane dans l'est de l'État de Kayah, près de Loikaw, au cours du premier jour de la bataille. Une source de la junte déclare qu'il n'était pas clair si l'avion s'est écrasé à cause des tirs ennemis ou d'une défaillance technique.
Le 15 novembre, après deux jours de combats, la KNDF prend le contrôle de l'université de Loikaw (en). Au moins 110 soldats de la junte sont tués et 38 se rendent au cours des combats.
En raison des représailles de la junte, plus de 34 civils sont tués à Loikaw, et 50 autres blessés.